# Chrysochloris visagiei
Chrysochloris visagiei е вид бозайник от семейство Златни къртици (Chrysochloridae).

## Разпространение
Видът е разпространен в Южна Африка.